# Isaac Tutumlu
Isaac Tutumlu   (Barcelona, 5 de juliol de 1985) és un pilot d'automobilisme català d'ascendència kurda. Actualment competeix a l'International GT Open, havent participat anteriorment en el Campionat Mundial de Turismes.

## Trajectòria com a pilot de carreres
Tutumlu va començar la seva carrera com a pilot de carreres a molt primerenca edat en el Campionat de Catalunya de kàrting. Després, Tutumlu deixa els karts i va començar a competir amb altres tipus automòbils de carreres. Va competir en Mitjet Sèries de l'any 2007. El 2008, Tutumlu va guanyar el Campionat de Turismes de Catalunya. El 2009 Tutumlu va començar a competir en automòbils de Gran turisme, competint en 5 rondes de la Porsche Supercup, així com en l'International GT Open i al Campionat d'Espanya de GT.
A principis de l'any 2011, Tutumlu va ingressar a la Superstars Sèries en un BMW M3, competint per l'escuderia d'automobilisme espanyola Campos Racing. No obstant això, només va participar en les tres primeres rondes de la temporada. Més tard en aquest mateix any, Tutumlu va tornar a la Porsche Supercup.

### Porsche Supercup
La primera participació de Tutumlu a la Porsche Supercup va ser quan va competir en 5 rondes per a l'escuderia SANITEC Racing, iniciant per l'autòdrom Nürburgring. Va competir en el campionat fins a la penúltima ronda a Monza, i sent un "pilot convidat", Tutumlu no va ser elegible per guanyar punts.
El 2011 va tornar a competir de nou en aquest campionat, començant amb una sola carrera per a l'escuderia MRS Team PZ Aschaffenburg a Mònaco. No obstant això, va ser desqualificat a causa dels resultats. Va reaparèixer en el Circuit d'Hungaroring competint per SANITEC Aquil·les MRS Team, i més tard va competir en altres 2 carreres al Circuit de Spa-Francorchamps i el Circuit Yas Marina competint per Attempto Racing.
Tutumlu va tornar a la Porsche Supercup el 2012 competint per Attempto Racing, a partir de la segona ronda del campionat a Barcelona.

### Campionat Mundial de Turismes
El 2012 Tutumlu va signar per competir en el Campionat Mundial de Turismes per Proteam Racing, i ho va fer una altra vegada en un BMW. Es va veure obligat a perdre la quarta ronda del campionat a l'autòdrom Slovakia Ring, a causa dels danys soferts anteriorment en el seu cotxe al Circuit Urbà de Marràqueix. Després de la Cursa d'Eslovàquia, Tutumlu va anunciar que deixaria Proteam Racing i el Campionat Mundial de Turismes per tornar a la Porsche Supercup.

### Blancpain Lamborghini Super Trofeu Europe
El 2015 Tutumlu va ser confirmat com a pilot en el Lamborghini Super Trofeu Europe. Ell no va competir en el primer cap de setmana de l'any a Monza i va començar la seva temporada al Circuit de Silverstone competint per Leipert Motorsport. El seu company d'equip és el pilot austríac Gerhard Tweraser.